# ای‌یی‌اس جنر
ای‌یی‌اس جنر (به اسپانیایی: AES Gener) شرکت برق شیلیایی است، که در زمینه تولید، انتقال و توزیع برق فعالیت می‌کند.
شرکت ای‌یی‌اس جنر در سال ۱۹۲۱ تأسیس شد و در حال حاضر زیرمجموعه‌ای از شرکت آمریکایی ای‌یی‌اس می‌باشد.
دفتر مرکزی این شرکت در شهر سانتیاگو، شیلی قرار دارد و بخشی از سهام آن در بازار بورس اوراق بهادار سانتیاگو معامله می‌شود.